# HMS Unruffled (P46)
«Анрафлд» (англ. HMS Unruffled (P46) — британський підводний човен типу «U», третя серія, що перебував у складі Королівського військово-морського флоту Великої Британії.
«Анрафлд» був закладений 25 лютого 1941 року, як P46, на верфі компанії Vickers-Armstrongs у Барроу-ін-Фернесі. 19 грудня 1941 року він був спущений на воду, а 9 квітня 1942 року увійшов до складу Королівського ВМФ Великої Британії.
Підводний човен брав активну участь у бойових діях на морі в Другій світовій війні; переважно змагався на Середземному морі, супроводжував мальтійські конвої, бився у Північному морі. За проявлену мужність та стійкість у боях удостоєний бойової відзнаки.

## Історія служби
Базуючись на Мальті, у 1942—1943 роках човен здійснив багато бойових походів у Середземне море, брав участь в операції «Гарпун»/«Вігорос». 
У червні 1942 року підводний човен «Анрафлд» брав участь в операції «Гарпун» — спробі Королівського військово-морського флоту Великої Британії провести конвой на Мальту під час битви на Середземному морі.
20 вересня 1942 року потопив італійське судно Liberia біля узбережжя Тунісу. 21 вересня року потопив італійське судно Aquila; 22 вересня — Leonardo Palomb. 11 жовтня потопив італійський суховантаж Una біля Капрі. 13 жовтня — італійське судно Loreto. 9 листопада 1942 року торпедував та пошкодив італійський легкий крейсер «Аттіліо Реголо» на захід від Сицилії. «Юнайтед» намагався добити крейсер, але не вдалося.
14 грудня затопив італійські вантажні судна Castelverde (6666 BRT) і Honestas (4959 BRT) біля узбережжя Тунісу. 15 грудня потопив італійський Sant'Antioco (5050 BRT) біля Тунісу.
31 січня 1943 року «Анрафлд» знищив італійське судно Lisboa; 21 лютого — Baalbeck; 3 червня — танкер Henri Desprez (9895 BRT); 3 серпня — італійське судно Citta di Catania (3355BRT); 5 жовтня — торпедував і затопив німецьке судно Pommern поблизу Бастії.